# 317
317 (CCCXVII) fue un año común comenzado en martes del calendario juliano, en vigor en aquella fecha.
En el Imperio romano, el año fue nombrado como el del consulado de Galicano y Baso, o menos comúnmente, como el 1070 Ab Urbe condita, adquiriendo su denominación como 317 a principios de la Edad Media, al establecerse el anno Domini.

## Acontecimientos
- 1 de marzo: en Campus Ardiensis (actual provincia de Haskovo, Bulgaria) el emperador Constantino I (272-337) vence al emperador Licinio (250-325) y le ordena que ejecute al césar Valente. Tras las capitulaciones de Licinio, ambos renovaron temporalmente su alianza como augustos, nombrando a sus tres hijos césares.
- En la Iberia (Cáucaso), el rey Miriano II declara la cristiandad la religión oficial del reino.
- Jin Yuan Di sucede a Jin Min Di; el fin de la dinastía occidental Jin y el comienzo de la dinastía occidental Jin.

## Nacimientos
- Constancio II, emperador romano.

## Fallecimientos
- Aurelio Valerio Valente, coemperador romano con Licinio entre diciembre de 316 y principios de marzo del 317. (Ejecutado por orden de Constantino I).